# Paul Uiblein

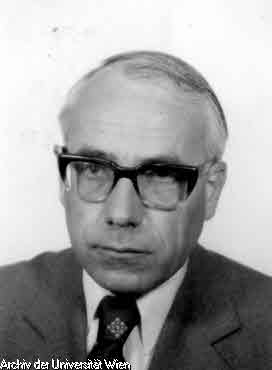
Paul Uiblein

Paul Uiblein (* 21. Juni 1926 in Wien; † 21. Oktober 2003 ebenda) war ein österreichischer Historiker.

## Leben und Wirken
Uiblein schloss seine gymnasiale Ausbildung mit der Reifeprüfung 1945 an der Oberrealschule in Wien III, Radetzkystraße 2, ab.
Ab Mai 1945 belegte Uiblein an der Universität Wien die Fächer Geschichte, Geografie und Kunstgeschichte und wurde 1950 zum Dr. phil. promoviert. Im gleichen Jahr schloss er den 45. Ausbildungslehrgang am Institut für österreichische Geschichtsforschung mit der Staatsprüfung ab. Als wissenschaftliche Hausarbeit hatte er seine Studie Untersuchungen zur Passauer Bistumschronik des Thomas Ebendorfer vorgelegt.
Nach vorübergehender Beschäftigung als provisorischer Staatsbibliothekar an der Österreichischen Nationalbibliothek (1955) und als Stipendiat am Österreichischen Kulturinstitut in Rom (1956) fungierte er in den Jahren 1957–1960 als Mitarbeiter der Wiener Diplomata-Abteilung der Monumenta Germaniae Historica. 1961 wurde Uiblein zum Assistenten, 1965 zum Oberassistenten am Institut für Österreichische Geschichtsforschung bestellt und war zunächst Alphons Lhotsky († 1968), ab 1969 Erich Zöllner zugeteilt.
1973 erlangte er die Venia legendi (Dozentur) für Österreichische Geschichte mit besonderer Berücksichtigung der mittelalterlichen Quellenkunde und der Universitätsgeschichte. Uiblein wurde sodann 1977 zum außerordentlichen Professor für das genannte Nominalfach ernannt und widmete sich neben der akademischen Lehre vor allem der Erforschung und Herausgabe spätmittelalterlicher Quellen insbesondere zur Geschichte der Universität Wien.
Großes Interesse zeigte Uiblein in der Nachfolge seines Lehrers Alphons Lhotsky an Person und Werk von Thomas Ebendorfer von Haselbach (1388–1464), ein Thema, das ihn während seiner gesamten wissenschaftlichen Laufbahn beschäftigte. Zum 600. Geburtstag Ebendorfers hatte er wesentlich zu der von seinem Schüler Johannes Seidl 1988 in der Burg Perchtoldsdorf gestalteten Ausstellung beigetragen.

## Mitgliedschaften
- Institut für Österreichische Geschichtsforschung
- Commission Internationale pour l’Histoire des Universités

## Veröffentlichungen

### Als Autor
- Mittelalterliches Studium an der Wiener Artistenfakultät. Kommentar zu den Acta Facultatis Artium Universitatis Vindobonensis 1385–1416 (= Schriftenreihe des Universitätsarchivs, Universität Wien. Band 4). 2., verb. u. verm. Auflage. Wien 1995.
- Die Universität Wien im Mittelalter. Beiträge und Forschungen (= Schriftenreihe des Universitätsarchivs, Universität Wien. Band 11). Hrsg.: Kurt Mühlberger, Karl Kadletz, Wien 1999 (enthält den Großteil von Uibleins unselbständigen Publikationen).
- Thomas Ebendorfer (1388–1464). In: Johannes Seidl (Hrsg.): Thomas Ebendorfer von Haselbach (1388–1464). Gelehrter, Diplomat, Pfarrer von Perchtoldsdorf. Ausstellung anlässlich der 600. Wiederkehr des Geburtstages von Thomas Ebendorfer in der Burg zu Perchtoldsdorf, 18. September – 16. Oktober 1988. Perchtoldsdorf 1988, S. 14–39.

### Als Herausgeber und Bearbeiter
- Acta Facultatis Artium Universitatis Vindobonensis 1385–1416, Wien u. a. 1968
- Ein Kopialbuch der Wiener Universität als Quelle zur österreichischen Kirchengeschichte unter Herzog Albrecht V. Codex 57G des Archivs des Stiftes Seitenstetten (= Fontes Rerum Austriacarum, 2. Abteilung, Bd. 80). Wien 1973
- Die Akten der Theologischen Fakultät der Universität Wien (1396–1508), 2 Bände, Wien 1978
- Dokumente zum Passauer Bistumsstreit von 1423 bis 1428. Zur Kirchenpolitik Herzog Albrechts V. von Österreich (Paris, Bibl. Nat. lat. 1515) (= Fontes Rerum Austriacarum, 2. Abteilung, Bd. 84). Wien 1984